# Dębowiec (gemeente in Silezië)
De gemeente Dębowiec is een landgemeente in het Poolse woiwodschap Silezië, in powiat Cieszyński.
De zetel van de gemeente is in Dębowiec.
Op 30 juni 2004 telde de gemeente 5498 inwoners.

## Oppervlakte gegevens
In 2002 bedroeg de totale oppervlakte van gemeente Dębowiec 42,48 km², waarvan:
- agrarisch gebied: 71%
- bossen: 12%

De gemeente beslaat 5,82% van de totale oppervlakte van de powiat.

## Demografie
Stand op 30 juni 2004:
| Omschrijving                   | Totaal | Totaal | Vrouwen | Vrouwen | Mannen | Mannen |
| ------------------------------ | ------ | ------ | ------- | ------- | ------ | ------ |
| eenheid                        | aantal | %      | aantal  | %       | aantal | %      |
| inwoners                       | 5498   | 100    | 2773    | 50,4    | 2725   | 49,6   |
| bevolkingsdichtheid (inw./km²) | 129,4  | 129,4  | 65,3    | 65,3    | 64,1   | 64,1   |

In 2002 bedroeg het gemiddelde inkomen per inwoner 1383,31 zł.

## Plaatsen
- Dębowiec (gemeentezetel)
- Simoradz, Ogrodzona, Iskrzyczyn, Kostkowice, Gumna en Łączka

## Aangrenzende gemeenten
- Cieszyn, Goleszów, Hażlach, Skoczów, Strumień.